# パウル・カレル
パウル・カレル（Paul Carell, 1911年11月2日 - 1997年6月20日）は、ドイツの戦記作家。本名パウル・カール・シュミット（Paul Karl Schmidt）。
第二次世界大戦後、ノンフィクション戦記作家として成功した。その著作は、ドイツ国防軍の美化・英雄視に特徴があるとされる。彼の大ヒット作となった小説中に、必ずしもヒトラーやナチズムを礼賛する内容があるわけではないが、彼自身の親衛隊やヒトラー政権時の外務省報道局長としての前歴がその後広く知られたこともあって、彼の著作は歴史修正主義の立場に基づき、歴史資料としては信頼性のあるものとはみなされなくなっている。

## 生い立ち
パウル・カール・シュミットは、1911年にテューリンゲン州のケルプラに生まれた。1931年にナチ党に入党した。1934年にキール大学を卒業し、同大学心理学研究所の助手となった。国家社会主義ドイツ学生同盟 (NSDStB) の各種の役職に就く。1938年には親衛隊に入隊した。
1940年にSS中佐に昇進した。同年外務大臣リッベントロップの下、外務省報道局長としてドイツの対外報道・宣伝を取り仕切った。宣伝力は、ナチ党全国新聞指導者であったSS大将のオットー・ディートリヒや宣伝省ラジオ放送局長のハンス・フリッチェに引けを取らなかった。彼はまた、外国向け国防軍宣伝の雑誌「Signal」の編集に関与していた。同誌は20カ国語以上の言語で発行されたグラビア雑誌だった。

## 第二次世界大戦後
戦後、シュミットは作家となった。1950年代以来、彼はハンブルクのグラビア雑誌 Kristall に投稿し、高い評価を得た。当初 Paul Karell のペンネームを使用したが、後に英語圏を含め世界的にもドイツ語らしく思われない Paul Carell に変更した。なお Karell 自体も、ミドルネームのKarl（英語のCharlesに相当し、ドイツにおいてもファーストネーム・ミドルネーム等に多いものの少数ながら苗字にも存在する。）からとったもので、岡部芳彦はドイツ人にとって初めからチェコ系のような（中立的な立場にある）外国人風に聞こえるペンネームであったことを指摘している。
シュミットが1944年5月にハンガリーのユダヤ人の国外移送に関し、これを理由つける方法を示唆したという記録が残っていたため、1965年から1971年にフェルデンのニーダーザクセン州検事局は彼をハンガリーのユダヤ人の殺害に関する捜査を行ったが、不起訴となり捜査は終了した。
捜査と平行して、シュミットは二度目の成功を作家として得ることになる。彼は戦後の出版業界で活躍する「昔の仲間たち」の協力を得てフリーランスの作家として、Die Welt 紙やDie Zeit 紙といった有力新聞に記事を寄稿することになった。さらに、Norddeutsche Rundschau（ドイツ語: Schleswig-Holsteinischer Zeitungsverlag） 紙、また進歩的なニュース週刊誌 Der Spiegel にも執筆した。彼は保守的な出版社アクセル・シュプリンガー株式会社（英語: Axel Springer AG）の顧問にもなり、アクセル・シュプリンガー自身のための演説原稿を代筆した。
彼の成功作『バルバロッサ作戦』や 『焦土作戦』は、東部戦線における戦闘の模様の克明な記録である。彼はその死まで東部戦線におけるドイツ国防軍による民間人に対する戦争犯罪の存在を否定した（国防軍無罪論）。

## 人物
彼は単なる情報将校ではなく、ドイツ外務省報道局長の立場にもいて、熱心なナチであった。またホロコーストにも関与しており、ユダヤ人政策に関してナチスに大義名分をもたらすためには情報の偽造も自ら提案するほどだった（1944年5月、ヴィルヘルム・ケプラーに提出された覚書より）。
そのいったことから彼の著書に関して、政治的思想などから情報の取捨選択において偏向の可能性あるのは明らかとされ、21世紀以降、ドイツ及びヨーロッパでは完全に無視されている。

## 著作
- 『バルバロッサ作戦』：Unternehmen Barbarossa （ドイツ軍のソ連侵攻）ISBN 4-05-901008-1
- 『焦土作戦』：Verbrannte Erde（ドイツ軍の東部戦線からの撤退戦が舞台）フジ出版社、1973年
- 『焦土作戦』：Verbrannte Erde（フジ出版社の復刻版、上中下三巻）学習研究社、2001年、ISBN 4-05-901029-4
- 『彼らは来た』: Sie kommen!：Die Invasion 1944 （ノルマンディー上陸作戦が舞台）フジ出版社、ISBN 4-12-002863-1
- 『砂漠のキツネ』：Die Wüstenfüchse （アフリカ戦線が舞台）フジ出版社、1969年
- 『捕虜：誰も書かなかった第二次大戦ドイツ人虜囚の末路』：Die Gefangenen　（フジ出版社の復刻版）学習研究社、2001年

## 参考書籍
- 『歴史群像』: 2015年6月号 No.131 学研パブリッシング 「パウル・カレル２つの顔」
- 『コマンドマガジン』: 第87号 2009年 国際通信社 「SS中佐 パウル・カレル」